# Clarinda Sinnige
Clarinda Maria (roepnaam Clarinda) Sinnige (Amsterdam, 14 januari 1973) is een voormalige Nederlandse professionele hockeyster. Zij speelde 142 interlands als keepster voor de Nederlandse hockeyploeg.
Sinnige maakte haar internationale seniorendebuut op 5 juli 1997 in het duel Nederland-Canada (3-1). Ruim zeven jaar later, bij de Olympische Spelen in Athene (2004), zwaaide Sinnige af als international. Ze deed dat in mineur; Nederland verloor in de olympische finale met 2-1 van het lager ingeschatte Duitsland.
Sinnige speelde voor Myra (Amstelveen) en Amsterdam, en nam bij die laatste club afscheid in het voorjaar van 2005 met het bereiken van de finale van de play-offs van de strijd om de titel in de hoofdklasse. Daarin verloor Sinnige opnieuw van titelverdediger Hockeyclub 's-Hertogenbosch.